# 5433 Kairen
5433 Kairen este un asteroid din centura principală de asteroizi.

## Descriere
5433 Kairen este un asteroid din centura principală de asteroizi. A fost descoperit pe 10 noiembrie 1988 la Chiyoda de Takuo Kojima. El prezintă o orbită caracterizată de o semiaxă mare de 2,54 ua, o excentricitate de 0,22 și o înclinație de 7,8° în raport cu ecliptica.